# Janez Ožbolt
Pour les articles homonymes, voir Ozbolt.
Janez Ožbolt, né le 22 août 1970, est un biathlète slovène. Il concourt à cinq éditions des Jeux olympiques de 1992 à 2006.

## Biographie

### Parcours sportif
Il s'est dirigé vers le biathlon en 1982, après avoir commencé le ski de fond à l'âge de six ans au club Kovinoplastika Lož. Il est appelé dans l'équipe nationale yougoslave trois ans plus tard. Il monte sur son premier podium en relais avec la Slovénie dans la Coupe du monde en 1992 à Fagernes et premier top dix individuel à Ruhpolding (9e), la même année où il participe à ses premiers Jeux olympiques à Albertville et prend la quatrième place de l'épreuve par équipes aux Championnats du monde à Novossibirsk.
Aux Jeux olympiques d'hiver de 1994, il est notamment neuvième du sprint, un de ses meilleurs résultats internationaux. En 1996, il obtient la médaille d'argent de l'individuel aux Championnats du monde de biathlon d'été. S'ensuivent trois autres participations aux Jeux olympiques en 1998, 2002 et 2006, sans obtenir de résultat individuel dans le top 50.
Dans la Coupe du monde, même s'il obtient son meilleur résultat individuel en 1994-1995 à Bad Gastein, avec une septième place, il enregistre son meilleur classement général en 2001, où il est trentième. Janez Ožbolt fait partie des tireurs les plus rapides de sa génération.

### Autres activités
En parallèle de sa carrière sportive à laquelle il met un terme en 2007, il est instructeur militaire. Il devient aussi entraîneur après celle-ci et obtient son master à la Faculté de management à Koper en 2009. Également engagé en politique, après avoir présent sur une liste  à l'élection de l'Assemblée nationale en 2011, il est élu dans le conseil municipal de Cerknica en 2014.
Il est responsable de la section biathlon à la fédération slovène de ski dans les années 2010.

## Palmarès

### Jeux olympiques d'hiver
| Épreuve / Édition      | Individuel | Sprint | Poursuite                        | Départ en masse                  | Relais |
| ---------------------- | ---------- | ------ | -------------------------------- | -------------------------------- | ------ |
| JO 1992 Albertville    | 33e        | 43e    | Épreuve inexistante à cette date | Épreuve inexistante à cette date | 20e    |
| JO 1994 Lillehammer    | 29e        | 9e     | Épreuve inexistante à cette date | Épreuve inexistante à cette date | 10e    |
| JO 1998 Nagano         | 58e        | -      | Épreuve inexistante à cette date | Épreuve inexistante à cette date | 12e    |
| JO 2002 Salt Lake City | 82e        | -      | -                                | Épreuve inexistante à cette date | -      |
| JO 2006 Turin          | 69e        | 68e    | —                                | —                                | 10e    |

Légende :
- : épreuve inexistante lors de cette édition.

### Championnats du monde
| Épreuve / Édition                        | individuel                       | Sprint                           | Poursuite                        | Départ en masse                  | Relais                           | Relais mixte                     | Course par équipes               |
| Mondiaux 1989 Feistritz                  | -                                | -                                | Épreuve inexistante à cette date | Épreuve inexistante à cette date | -                                | Épreuve inexistante à cette date | 16e                              |
| Mondiaux 1991 Lahti                      | -                                | -                                | Épreuve inexistante à cette date | Épreuve inexistante à cette date | 11e                              | Épreuve inexistante à cette date | 11e                              |
| Mondiaux 1992 Novossibirsk               | Épreuve inexistante à cette date | Épreuve inexistante à cette date | Épreuve inexistante à cette date | Épreuve inexistante à cette date | Épreuve inexistante à cette date | Épreuve inexistante à cette date | 4e                               |
| Mondiaux 1993 Borovets                   | -                                | -                                | Épreuve inexistante à cette date | Épreuve inexistante à cette date | 13e                              | Épreuve inexistante à cette date | 21e                              |
| Mondiaux 1994 Canmore                    | Épreuve inexistante à cette date | Épreuve inexistante à cette date | Épreuve inexistante à cette date | Épreuve inexistante à cette date | Épreuve inexistante à cette date | Épreuve inexistante à cette date | 7e                               |
| Mondiaux 1995 Antholz Anterselva         | 49e                              | -                                | Épreuve inexistante à cette date | Épreuve inexistante à cette date | 14e                              | Épreuve inexistante à cette date | —                                |
| Mondiaux 1996 Ruhpolding                 | 44e                              | 65e                              | Épreuve inexistante à cette date | Épreuve inexistante à cette date | 19e                              | Épreuve inexistante à cette date | —                                |
| Mondiaux 1997 Osrblie                    | 36e                              | 62e                              | -                                | Épreuve inexistante à cette date | 14e                              | Épreuve inexistante à cette date | 5e                               |
| Mondiaux 1999 Kontiolahti Oslo           | 43e                              | 38e                              | 17e                              | -                                | 7e                               | Épreuve inexistante à cette date | Épreuve inexistante à cette date |
| Mondiaux 2000 Oslo Lahti                 | 56e                              | 46e                              | 39e                              | -                                | 14e                              | Épreuve inexistante à cette date | Épreuve inexistante à cette date |
| Mondiaux 2001 Pokljuka                   | 16e                              | 17e                              | 35e                              | 25e                              | 7e                               | Épreuve inexistante à cette date | Épreuve inexistante à cette date |
| Mondiaux 2003 Khanty-Mansiysk            | 28e                              | Abandon                          | -                                | -                                | 5e                               | Épreuve inexistante à cette date | Épreuve inexistante à cette date |
| Mondiaux 2005 Hochfilzen Khanty-Mansiysk | 68e                              | 46e                              | 47e                              | -                                | 17e                              | 9e                               | Épreuve inexistante à cette date |
| Mondiaux 2006 Pokljuka                   | Épreuve inexistante à cette date | Épreuve inexistante à cette date | Épreuve inexistante à cette date | Épreuve inexistante à cette date | Épreuve inexistante à cette date | 7e                               | Épreuve inexistante à cette date |

Légende :

 : épreuve inexistante à cette date

— : pas de participation à cette épreuve

### Coupe du monde
- Meilleur classement général : 30e en 2001.
- Meilleur résultat individuel : 7e.
- 3 podiums en relais : 3 troisièmes places[3].

#### Classements annuels
| Année | Classement général final |
| 1992  | 52e                      |
| 1993  | 55e                      |
| 1994  | 46e                      |
| 1996  | 49e                      |
| 1997  | 64e                      |
| 1998  | 76e                      |
| 1999  | 35e                      |
| 2000  | 75e                      |
| 2001  | 30e                      |
| 2002  | 49e                      |
| 2003  | 46e                      |
| 2005  | 89e                      |

### Championnats du monde de biathlon d'été
- Médaille d'argent de l'individuel en 1996.